# Зелёный усачик

Усачик зелёный, или лептура зелёная (лат. Lepturobosca virens) — жук из семейства усачей и подсемейства усачики.

## Описание
Жук длиной от 14 до 22 мм. Время лёта взрослого жука с июня по август.

## Распространение
Распространён в скалистых и горных районах Европы и России.

## Экология и местообитания
Жизненный цикл вида длится от трёх лет и более. Кормовые растения: лиственные и хвойные деревья родов ель (Picea), сосна (Pinus), пихта (Abies), берёза (Betula).

## Галерея

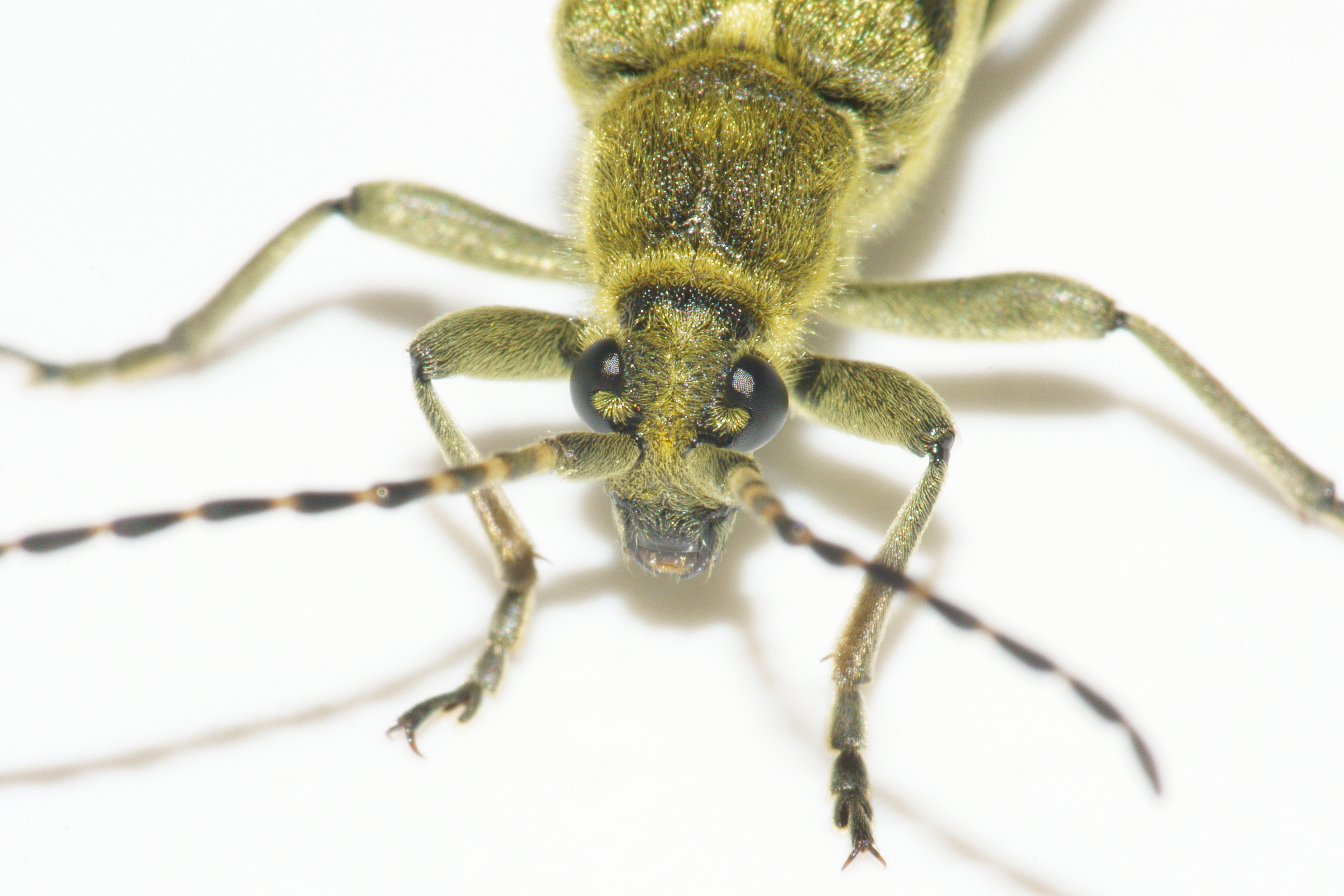